# نوومیخایلوفکا (شهرستان میاکینسکی، باشقیرستان)
نوومیخایلوفکا (انگلیسی: Novomikhaylovka, Miyakinsky District, Republic of Bashkortostan) یک شهرک در شهرستان میاکینسکی استان باشقیرستان کشور روسیه است.